# Campeonato de Primera División B 1956 (Argentina)
El Campeonato de Primera División B 1956 fue la vigésima tercera temporada de la categoría, que era la segunda división del fútbol argentino. Esta temporada marcó la incorporación de Colegiales ascendido de la Primera C y de Platense, descendido desde la Primera División.
El torneo entregó solo un ascenso, así como se dispuso que solamente un equipo perdiera la categoría. Dicho premio y castigo fueron para el primer equipo y el último de la tabla, sin haber disputa de torneos reducidos ni de reclasificatorios.
El campeón y único ascendido fue Atlanta, que terminó con una clara diferencia respecto del segundo equipo mejor ubicado en la tabla de posiciones, consagrándose cuando aún restaban tres fechas para finalizar el torneo, y retornó a la máxima categoría del fútbol argentino luego de cuatro temporadas en la Segunda División. De esta manera, el equipo de Villa Crespo consiguió por primera vez alzarse con el trofeo de esta divisional ya que el ascenso anterior, obtenido en el campeonato de 1948, fue logrado en un torneo que quedó inconcluso, si bien marchaba en posiciones de ascenso al interrumpirse el mismo.
Asimismo, el torneo decretó el descenso de Colegiales que realizó una muy mala campaña y perdió la categoría varias fechas antes de que termine el campeonato al finalizar en la última posición, retornando a la Primera C rápidamente. 
Este torneo fue el primero que fue contabilizado para elaborar una tabla de promedios para decidir los descensos a partir del torneo siguiente, ya que en este campeonato implementarla hubiera implicado dividir los partidos por un solo torneo, lo cual es exactamente equivalente a la tabla final de posiciones. 

## Ascensos y descensos
| Posición | Descendido de la Primera B 1955 |
| -------- | ------------------------------- |
| 18.º     | Defensores de Belgrano          |

| Posición | Ascendido de la Primera C 1955 |
| -------- | ------------------------------ |
| 1.º      | Colegiales                     |

| Posición | Ascendido a la Primera División 1956 |
| -------- | ------------------------------------ |
| 1.º      | Argentinos Juniors                   |

| Posición | Descendido de la Primera División 1955 |
| -------- | -------------------------------------- |
| 16.º     | Platense                               |

## Formato
Los dieciocho equipos participantes disputaron un torneo de 34 fechas todos contra todos.

### Ascensos
El equipo con más puntos fue el campeón, obteniendo el único ascenso directo a la Primera División.

### Descensos
El equipo que finalizó en el último lugar de la tabla de posiciones descendió a la Primera C.

## Equipos participantes
| Equipo               | Ciudad               |
| -------------------- | -------------------- |
| All Boys             | Buenos Aires         |
| Almagro              | José Ingenieros      |
| Argentino de Quilmes | Quilmes              |
| Atlanta              | Buenos Aires         |
| Banfield             | Banfield             |
| Central Córdoba      | Rosario              |
| Colegiales           | Munro                |
| Colón                | Santa Fe             |
| Dock Sud             | Dock Sud             |
| El Porvenir          | Gerli                |
| Excursionistas       | Buenos Aires         |
| Nueva Chicago        | Buenos Aires         |
| Platense             | Buenos Aires         |
| Quilmes              | Quilmes              |
| Sarmiento            | Junín                |
| Talleres             | Remedios de Escalada |
| Temperley            | Turdera              |
| Unión                | Santa Fe             |

### Distribución geográfica de los equipos
| Región                                   | Cant. | Equipos |
| ---------------------------------------- | ----- | --- |
| Conurbano bonaerense                     | 9     | Almagro, Argentino de Quilmes, Banfield, Colegiales, Dock Sud, El Porvenir, Quilmes, Talleres (RdE) y Temperley |
| Ciudad de Buenos Aires                   | 5     | All Boys, Atlanta, Excursionistas, Nueva Chicago y Platense                                                     |
| Provincia de Santa Fe                    | 3     | Central Córdoba (R), Colón y Unión                                                                              |
| Interior de la provincia de Buenos Aires | 1     | Sarmiento (J)                                                                                                   |

## Tabla de posiciones final
| Pos. | Equipo               | Pts. | PJ | PG | PE | PP | GF | GC | Dif. |
| ---- | -------------------- | ---- | -- | -- | -- | -- | -- | -- | ---- |
| 1.º  | Atlanta              | 51   | 34 | 22 | 7  | 5  | 71 | 39 | 32   |
| 2.º  | Central Córdoba (R)  | 44   | 34 | 19 | 6  | 9  | 96 | 49 | 47   |
| 3.º  | Banfield             | 42   | 34 | 20 | 2  | 12 | 81 | 55 | 26   |
| 4.º  | Sarmiento (J)        | 41   | 34 | 17 | 7  | 10 | 69 | 52 | 17   |
| 5.º  | Temperley            | 40   | 34 | 16 | 8  | 10 | 61 | 59 | 2    |
| 6.º  | Colón                | 37   | 34 | 16 | 5  | 13 | 54 | 54 | 0    |
| 7.º  | Platense             | 36   | 34 | 14 | 8  | 12 | 73 | 59 | 14   |
| 8.º  | Unión (SF)           | 35   | 34 | 13 | 9  | 12 | 68 | 55 | 13   |
| 9.º  | All Boys             | 33   | 34 | 11 | 11 | 12 | 59 | 64 | −5   |
| 10.º | Excursionistas       | 31   | 34 | 11 | 9  | 14 | 56 | 72 | −16  |
| 11.º | Almagro              | 31   | 34 | 12 | 7  | 15 | 56 | 73 | −17  |
| 12.º | Nueva Chicago        | 30   | 34 | 10 | 10 | 14 | 61 | 68 | −7   |
| 13.º | Quilmes              | 29   | 34 | 8  | 13 | 13 | 58 | 64 | −6   |
| 14.º | El Porvenir          | 29   | 34 | 11 | 7  | 16 | 60 | 71 | −11  |
| 15.º | Argentino de Quilmes | 29   | 34 | 11 | 7  | 16 | 55 | 81 | −26  |
| 16.º | Talleres (RdE)       | 28   | 34 | 11 | 6  | 17 | 57 | 57 | 0    |
| 17.º | Dock Sud             | 27   | 34 | 9  | 9  | 16 | 56 | 67 | −11  |
| 18.º | Colegiales           | 19   | 34 | 7  | 5  | 22 | 42 | 94 | −52  |

|  | Campeón. Ascendió a Primera División. |
|  | Descendió a Primera C.                |

## Resultados
Primera Rueda
| Fecha 1              | Fecha 1   | Fecha 1             | Fecha 1              | Fecha 1     | Fecha 1 |
| Local                | Resultado | Visitante           | Estadio              | Fecha       |         |
| -------------------- | --------- | ------------------- | -------------------- | ----------- | ------- |
| Almagro              | 2 - 3     | Sportivo Dock Sud   | Almagro              | 14 de abril |         |
| Talleres (RdE)       | 2 - 1     | Quilmes             | Talleres (RdE)       | 14 de abril |         |
| Temperley            | 3 - 2     | Banfield            | Temperley            | 14 de abril |         |
| Argentino de Quilmes | 1 - 2     | El Porvenir         | Argentino de Quilmes | 14 de abril |         |
| Nueva Chicago        | 2 - 2     | Colegiales          | Nueva Chicago        | 14 de abril |         |
| Atlanta              | 3 - 2     | Unión               | Atlanta              | 14 de abril |         |
| Excursionistas       | 2 - 1     | Central Córdoba (R) | Excursionistas       | 14 de abril |         |
| Sarmiento            | 3 - 3     | Platense            | Sarmiento            | 15 de abril |         |
| Colón                | 2 - 1     | All Boys            | Colón                | 15 de abril |         |

| Fecha 2             | Fecha 2   | Fecha 2              | Fecha 2             | Fecha 2     | Fecha 2 |
| Local               | Resultado | Visitante            | Estadio             | Fecha       |         |
| ------------------- | --------- | -------------------- | ------------------- | ----------- | ------- |
| Excursionistas      | 2 - 3     | Sarmiento            | Excursionistas      | 21 de abril |         |
| Central Córdoba (R) | 1 - 1     | Atlanta              | Central Córdoba (R) | 21 de abril |         |
| Colegiales          | 4 - 3     | Argentino de Quilmes | Colegiales          | 21 de abril |         |
| El Porvenir         | 1 - 1     | Temperley            | El Porvenir         | 21 de abril |         |
| Banfield            | 3 - 0     | Talleres (RdE)       | Banfield            | 21 de abril |         |
| Quilmes             | 1 - 3     | Almagro              | Quilmes             | 21 de abril |         |
| Sportivo Dock Sud   | 0 - 0     | Colón                | Sportivo Dock Sud   | 21 de abril |         |
| All Boys            | 3 - 1     | Platense             | All Boys            | 21 de abril |         |
| Unión               | 4 - 1     | Nueva Chicago        | Unión               | 25 de abril |         |

| Fecha 3              | Fecha 3   | Fecha 3             | Fecha 3              | Fecha 3     | Fecha 3 |
| Local                | Resultado | Visitante           | Estadio              | Fecha       |         |
| -------------------- | --------- | ------------------- | -------------------- | ----------- | ------- |
| Platense             | 3 - 0     | Sportivo Dock Sud   | Platense             | 29 de abril |         |
| Almagro              | 2 - 3     | Banfield            | Almagro              | 29 de abril |         |
| Talleres (RdE)       | 2 - 1     | El Porvenir         | Talleres (RdE)       | 29 de abril |         |
| Temperley            | 1 - 0     | Colegiales          | Temperley            | 29 de abril |         |
| Argentino de Quilmes | 2 - 2     | Unión               | Argentino de Quilmes | 29 de abril |         |
| Nueva Chicago        | 1 - 1     | Central Córdoba (R) | Nueva Chicago        | 29 de abril |         |
| Atlanta              | 2 - 2     | Excursionistas      | Atlanta              | 29 de abril |         |
| Sarmiento            | 1 - 1     | All Boys            | Sarmiento            | 29 de abril |         |
| Colón                | 2 - 2     | Quilmes             | Colón                | 29 de abril |         |

| Fecha 4             | Fecha 4   | Fecha 4              | Fecha 4             | Fecha 4   | Fecha 4 |
| Local               | Resultado | Visitante            | Estadio             | Fecha     |         |
| ------------------- | --------- | -------------------- | ------------------- | --------- | ------- |
| Atlanta             | 2 - 4     | Sarmiento            | Atlanta             | 5 de mayo |         |
| Excursionistas      | 3 - 1     | Nueva Chicago        | Excursionistas      | 5 de mayo |         |
| Central Córdoba (R) | 5 - 1     | Argentino de Quilmes | Central Córdoba (R) | 5 de mayo |         |
| Colegiales          | 1 - 1     | Talleres (RdE)       | Colegiales          | 5 de mayo |         |
| El Porvenir         | 1 - 0     | Almagro              | El Porvenir         | 5 de mayo |         |
| Banfield            | 5 - 0     | Colón                | Banfield            | 5 de mayo |         |
| Quilmes             | 2 - 3     | Platense             | Quilmes             | 5 de mayo |         |
| Sportivo Dock Sud   | 0 - 0     | All Boys             | Sportivo Dock Sud   | 5 de mayo |         |
| Unión               | 0 - 0     | Temperley            | Unión               | 6 de mayo |         |

| Fecha 5              | Fecha 5   | Fecha 5             | Fecha 5              | Fecha 5    | Fecha 5 |
| Local                | Resultado | Visitante           | Estadio              | Fecha      |         |
| -------------------- | --------- | ------------------- | -------------------- | ---------- | ------- |
| All Boys             | 1 - 0     | Quilmes             | All Boys             | 12 de mayo |         |
| Platense             | 1 - 2     | Banfield            | Platense             | 12 de mayo |         |
| Almagro              | 3 - 2     | Colegiales          | Almagro              | 12 de mayo |         |
| Talleres (RdE)       | 1 - 1     | Unión               | Talleres (RdE)       | 12 de mayo |         |
| Temperley            | 2 - 0     | Central Córdoba (R) | Temperley            | 12 de mayo |         |
| Argentino de Quilmes | 4 - 3     | Excursionistas      | Argentino de Quilmes | 12 de mayo |         |
| Nueva Chicago        | 0 - 0     | Atlanta             | Nueva Chicago        | 12 de mayo |         |
| Sarmiento            | 1 - 1     | Sportivo Dock Sud   | Sarmiento            | 13 de mayo |         |
| Colón                | 3 - 1     | El Porvenir         | Colón                | 13 de mayo |         |

| Fecha 6             | Fecha 6   | Fecha 6              | Fecha 6             | Fecha 6    | Fecha 6 |
| Local               | Resultado | Visitante            | Estadio             | Fecha      |         |
| ------------------- | --------- | -------------------- | ------------------- | ---------- | ------- |
| Nueva Chicago       | 1 - 0     | Sarmiento            | Nueva Chicago       | 19 de mayo |         |
| Atlanta             | 3 - 1     | Argentino de Quilmes | Atlanta             | 19 de mayo |         |
| Excursionistas      | 2 - 2     | Temperley            | Excursionistas      | 19 de mayo |         |
| Central Córdoba (R) | 3 - 1     | Talleres (RdE)       | Central Córdoba (R) | 19 de mayo |         |
| Colegiales          | 0 - 1     | Colón                | Colegiales          | 19 de mayo |         |
| El Porvenir         | 2 - 2     | Platense             | El Porvenir         | 19 de mayo |         |
| Banfield            | 1 - 2     | All Boys             | Banfield            | 19 de mayo |         |
| Quilmes             | 3 - 3     | Sportivo Dock Sud    | Quilmes             | 19 de mayo |         |
| Unión               | 3 - 1     | Almagro              | Unión               | 20 de mayo |         |

| Fecha 7              | Fecha 7   | Fecha 7             | Fecha 7              | Fecha 7    | Fecha 7 |
| Local                | Resultado | Visitante           | Estadio              | Fecha      |         |
| -------------------- | --------- | ------------------- | -------------------- | ---------- | ------- |
| Colón                | 2 - 0     | Unión               | Colón                | 25 de mayo |         |
| Sportivo Dock Sud    | 1 - 2     | Banfield            | Sportivo Dock Sud    | 26 de mayo |         |
| All Boys             | 3 - 2     | El Porvenir         | All Boys             | 26 de mayo |         |
| Platense             | 1 - 1     | Colegiales          | Platense             | 26 de mayo |         |
| Almagro              | 1 - 2     | Central Córdoba (R) | Almagro              | 26 de mayo |         |
| Talleres (RdE)       | 4 - 0     | Excursionistas      | Talleres (RdE)       | 26 de mayo |         |
| Temperley            | 0 - 2     | Atlanta             | Temperley            | 26 de mayo |         |
| Argentino de Quilmes | 2 - 2     | Nueva Chicago       | Argentino de Quilmes | 26 de mayo |         |
| Sarmiento            | 2 - 1     | Quilmes             | Sarmiento            | 27 de mayo |         |

| Fecha 8              | Fecha 8   | Fecha 8           | Fecha 8              | Fecha 8    | Fecha 8 |
| Local                | Resultado | Visitante         | Estadio              | Fecha      |         |
| -------------------- | --------- | ----------------- | -------------------- | ---------- | ------- |
| Excursionistas       | 4 - 1     | Almagro           | Excursionistas       | 2 de junio |         |
| Banfield             | 3 - 2     | Quilmes           | Banfield             | 2 de junio |         |
| Unión                | 5 - 1     | Platense          | Unión                | 3 de junio |         |
| Argentino de Quilmes | 1 - 3     | Sarmiento         | Argentino de Quilmes | 9 de junio |         |
| Nueva Chicago        | 2 - 3     | Temperley         | Nueva Chicago        | 9 de junio |         |
| Atlanta              | 5 - 1     | Talleres (RdE)    | Atlanta              | 9 de junio |         |
| Central Córdoba (R)  | 5 - 0     | Colón             | Central Córdoba (R)  | 9 de junio |         |
| Colegiales           | 0 - 1     | All Boys          | Colegiales           | 9 de junio |         |
| El Porvenir          | 1 - 3     | Sportivo Dock Sud | El Porvenir          | 9 de junio |         |

| Fecha 9           | Fecha 9   | Fecha 9              | Fecha 9           | Fecha 9     | Fecha 9 |
| Local             | Resultado | Visitante            | Estadio           | Fecha       |         |
| ----------------- | --------- | -------------------- | ----------------- | ----------- | ------- |
| Quilmes           | 2 - 0     | El Porvenir          | Quilmes           | 16 de junio |         |
| Sportivo Dock Sud | 1 - 2     | Colegiales           | Sportivo Dock Sud | 16 de junio |         |
| All Boys          | 0 - 1     | Unión                | All Boys          | 16 de junio |         |
| Platense          | 2 - 2     | Central Córdoba (R)  | Platense          | 16 de junio |         |
| Almagro           | 2 - 2     | Atlanta              | Almagro           | 16 de junio |         |
| Talleres (RdE)    | 2 - 1     | Nueva Chicago        | Talleres (RdE)    | 16 de junio |         |
| Temperley         | 4 - 2     | Argentino de Quilmes | Temperley         | 16 de junio |         |
| Sarmiento         | 4 - 0     | Banfield             | Sarmiento         | 17 de junio |         |
| Colón             | 1 - 1     | Excursionistas       | Colón             | 17 de junio |         |

| Fecha 10             | Fecha 10  | Fecha 10          | Fecha 10             | Fecha 10    | Fecha 10 |
| Local                | Resultado | Visitante         | Estadio              | Fecha       |          |
| -------------------- | --------- | ----------------- | -------------------- | ----------- | -------- |
| Temperley            | 0 - 0     | Sarmiento         | Temperley            | 23 de junio |          |
| Argentino de Quilmes | 1 - 0     | Talleres (RdE)    | Argentino de Quilmes | 23 de junio |          |
| Nueva Chicago        | 3 - 3     | Almagro           | Nueva Chicago        | 23 de junio |          |
| Atlanta              | 2 - 1     | Colón             | Atlanta              | 23 de junio |          |
| Excursionistas       | 3 - 2     | Platense          | Excursionistas       | 23 de junio |          |
| Colegiales           | 2 - 0     | Quilmes           | Colegiales           | 23 de junio |          |
| El Porvenir          | 1 - 3     | Banfield          | El Porvenir          | 23 de junio |          |
| Central Córdoba (R)  | 3 - 3     | All Boys          | Central Córdoba (R)  | 24 de junio |          |
| Unión                | 3 - 0     | Sportivo Dock Sud | Unión                | 24 de junio |          |

| Fecha 11          | Fecha 11  | Fecha 11             | Fecha 11          | Fecha 11    | Fecha 11 |
| Local             | Resultado | Visitante            | Estadio           | Fecha       |          |
| ----------------- | --------- | -------------------- | ----------------- | ----------- | -------- |
| Banfield          | 1 - 0     | Colegiales           | Banfield          | 30 de junio |          |
| Quilmes           | 3 - 3     | Unión                | Quilmes           | 30 de junio |          |
| Sportivo Dock Sud | 1 - 2     | Central Córdoba (R)  | Sportivo Dock Sud | 30 de junio |          |
| All Boys          | 1 - 1     | Excursionistas       | All Boys          | 30 de junio |          |
| Platense          | 2 - 2     | Atlanta              | Platense          | 30 de junio |          |
| Almagro           | 3 - 1     | Argentino de Quilmes | Almagro           | 30 de junio |          |
| Talleres (RdE)    | 2 - 4     | Temperley            | Talleres (RdE)    | 30 de junio |          |
| Sarmiento         | 5 - 1     | El Porvenir          | Sarmiento         | 1 de julio  |          |
| Colón             | 3 - 2     | Nueva Chicago        | Colón             | 1 de julio  |          |

| Fecha 12             | Fecha 12  | Fecha 12          | Fecha 12             | Fecha 12   | Fecha 12 |
| Local                | Resultado | Visitante         | Estadio              | Fecha      |          |
| -------------------- | --------- | ----------------- | -------------------- | ---------- | -------- |
| Talleres (RdE)       | 0 - 1     | Sarmiento         | Talleres (RdE)       | 7 de julio |          |
| Temperley            | 3 - 1     | Almagro           | Temperley            | 7 de julio |          |
| Argentino de Quilmes | 2 - 1     | Colón             | Argentino de Quilmes | 7 de julio |          |
| Nueva Chicago        | 0 - 3     | Platense          | Nueva Chicago        | 7 de julio |          |
| Atlanta              | 2 - 0     | All Boys          | Atlanta              | 7 de julio |          |
| Excursionistas       | 2 - 1     | Sportivo Dock Sud | Excursionistas       | 7 de julio |          |
| Central Córdoba (R)  | 0 - 0     | Quilmes           | Central Córdoba (R)  | 7 de julio |          |
| Colegiales           | 2 - 4     | El Porvenir       | Colegiales           | 7 de julio |          |
| Unión                | 2 - 2     | Banfield          | Unión                | 8 de julio |          |

| Fecha 13          | Fecha 13  | Fecha 13             | Fecha 13          | Fecha 13    | Fecha 13 |
| Local             | Resultado | Visitante            | Estadio           | Fecha       |          |
| ----------------- | --------- | -------------------- | ----------------- | ----------- | -------- |
| El Porvenir       | 1 - 0     | Unión                | El Porvenir       | 14 de julio |          |
| Banfield          | 2 - 0     | Central Córdoba (R)  | Banfield          | 14 de julio |          |
| Quilmes           | 1 - 0     | Excursionistas       | Quilmes           | 14 de julio |          |
| Sportivo Dock Sud | 2 - 3     | Atlanta              | Sportivo Dock Sud | 14 de julio |          |
| All Boys          | 2 - 2     | Nueva Chicago        | All Boys          | 14 de julio |          |
| Platense          | 2 - 0     | Argentino de Quilmes | Platense          | 14 de julio |          |
| Almagro           | 1 - 1     | Talleres (RdE)       | Almagro           | 14 de julio |          |
| Sarmiento         | 3 - 0     | Colegiales           | Sarmiento         | 15 de julio |          |
| Colón             | 5 - 1     | Temperley            | Colón             | 15 de julio |          |

| Fecha 14             | Fecha 14  | Fecha 14          | Fecha 14             | Fecha 14    | Fecha 14 |
| Local                | Resultado | Visitante         | Estadio              | Fecha       |          |
| -------------------- | --------- | ----------------- | -------------------- | ----------- | -------- |
| Almagro              | 1 - 5     | Sarmiento         | Almagro              | 21 de julio |          |
| Talleres (RdE)       | 3 - 0     | Colón             | Talleres (RdE)       | 21 de julio |          |
| Temperley            | 1 - 0     | Platense          | Temperley            | 21 de julio |          |
| Argentino de Quilmes | 2 - 1     | All Boys          | Argentino de Quilmes | 21 de julio |          |
| Nueva Chicago        | 2 - 2     | Sportivo Dock Sud | Nueva Chicago        | 21 de julio |          |
| Atlanta              | 0 - 0     | Quilmes           | Atlanta              | 21 de julio |          |
| Excursionistas       | 2 - 3     | Banfield          | Excursionistas       | 21 de julio |          |
| Central Córdoba (R)  | 3 - 1     | El Porvenir       | Central Córdoba (R)  | 21 de julio |          |
| Unión                | 5 - 0     | Colegiales        | Unión                | 22 de julio |          |

| Fecha 15          | Fecha 15  | Fecha 15             | Fecha 15          | Fecha 15    | Fecha 15 |
| Local             | Resultado | Visitante            | Estadio           | Fecha       |          |
| ----------------- | --------- | -------------------- | ----------------- | ----------- | -------- |
| El Porvenir       | 6 - 2     | Excursionistas       | El Porvenir       | 28 de julio |          |
| Banfield          | 0 - 1     | Atlanta              | Banfield          | 28 de julio |          |
| Quilmes           | 3 - 2     | Nueva Chicago        | Quilmes           | 28 de julio |          |
| Sportivo Dock Sud | 2 - 3     | Argentino de Quilmes | Sportivo Dock Sud | 28 de julio |          |
| All Boys          | 1 - 0     | Temperley            | All Boys          | 28 de julio |          |
| Platense          | 3 - 0     | Talleres (RdE)       | Platense          | 28 de julio |          |
| Colegiales        | 0 - 8     | Central Córdoba (R)  | Colegiales        | 29 de julio |          |
| Sarmiento         | 3 - 0     | Unión                | Sarmiento         | 29 de julio |          |
| Colón             | 1 - 1     | Almagro              | Colón             | 29 de julio |          |

| Fecha 16             | Fecha 16  | Fecha 16          | Fecha 16             | Fecha 16    | Fecha 16 |
| Local                | Resultado | Visitante         | Estadio              | Fecha       |          |
| -------------------- | --------- | ----------------- | -------------------- | ----------- | -------- |
| Almagro              | 0 - 7     | Platense          | Almagro              | 4 de agosto |          |
| Talleres (RdE)       | 3 - 4     | All Boys          | Talleres (RdE)       | 4 de agosto |          |
| Temperley            | 3 - 1     | Sportivo Dock Sud | Temperley            | 4 de agosto |          |
| Argentino de Quilmes | 3 - 3     | Quilmes           | Argentino de Quilmes | 4 de agosto |          |
| Nueva Chicago        | 1 - 2     | Banfield          | Nueva Chicago        | 4 de agosto |          |
| Atlanta              | 3 - 0     | El Porvenir       | Atlanta              | 4 de agosto |          |
| Excursionistas       | 3 - 1     | Colegiales        | Excursionistas       | 4 de agosto |          |
| Central Córdoba (R)  | 5 - 1     | Unión             | Central Córdoba (R)  | 4 de agosto |          |
| Colón                | 2 - 1     | Sarmiento         | Colón                | 5 de agosto |          |

| Fecha 17          | Fecha 17  | Fecha 17             | Fecha 17          | Fecha 17     | Fecha 17 |
| Local             | Resultado | Visitante            | Estadio           | Fecha        |          |
| ----------------- | --------- | -------------------- | ----------------- | ------------ | -------- |
| Colegiales        | 1 - 2     | Atlanta              | Colegiales        | 11 de agosto |          |
| El Porvenir       | 1 - 0     | Nueva Chicago        | El Porvenir       | 11 de agosto |          |
| Banfield          | 3 - 0     | Argentino de Quilmes | Banfield          | 11 de agosto |          |
| Quilmes           | 1 - 1     | Temperley            | Quilmes           | 11 de agosto |          |
| Sportivo Dock Sud | 1 - 0     | Talleres (RdE)       | Sportivo Dock Sud | 11 de agosto |          |
| All Boys          | 0 - 4     | Almagro              | All Boys          | 11 de agosto |          |
| Platense          | 1 - 0     | Colón                | Platense          | 11 de agosto |          |
| Sarmiento         | 2 - 0     | Central Córdoba (R)  | Sarmiento         | 12 de agosto |          |
| Unión             | 1 - 1     | Excursionistas       | Unión             | 12 de agosto |          |

Segunda Rueda
| Fecha 18            | Fecha 18  | Fecha 18             | Fecha 18            | Fecha 18     | Fecha 18 |
| Local               | Resultado | Visitante            | Estadio             | Fecha        |          |
| ------------------- | --------- | -------------------- | ------------------- | ------------ | -------- |
| Platense            | 2 - 2     | Sarmiento            | Platense            | 18 de agosto |          |
| All Boys            | 1 - 3     | Colón                | All Boys            | 18 de agosto |          |
| Sportivo Dock Sud   | 1 - 2     | Almagro              | Sportivo Dock Sud   | 18 de agosto |          |
| Quilmes             | 2 - 0     | Talleres (RdE)       | Quilmes             | 18 de agosto |          |
| Banfield            | 0 - 0     | Temperley            | Banfield            | 18 de agosto |          |
| El Porvenir         | 3 - 1     | Argentino de Quilmes | El Porvenir         | 18 de agosto |          |
| Colegiales          | 4 - 2     | Nueva Chicago        | Colegiales          | 18 de agosto |          |
| Central Córdoba (R) | 3 - 1     | Excursionistas       | Central Córdoba (R) | 18 de agosto |          |
| Unión               | 1 - 2     | Atlanta              | Unión               | 19 de agosto |          |

| Fecha 19             | Fecha 19  | Fecha 19            | Fecha 19             | Fecha 19     | Fecha 19 |
| Local                | Resultado | Visitante           | Estadio              | Fecha        |          |
| -------------------- | --------- | ------------------- | -------------------- | ------------ | -------- |
| Atlanta              | 2 - 1     | Central Córdoba (R) | Atlanta              | 25 de agosto |          |
| Nueva Chicago        | 2 - 1     | Unión               | Nueva Chicago        | 25 de agosto |          |
| Argentino de Quilmes | 2 - 1     | Colegiales          | Argentino de Quilmes | 25 de agosto |          |
| Temperley            | 1 - 2     | El Porvenir         | Temperley            | 25 de agosto |          |
| Talleres (RdE)       | 0 - 1     | Banfield            | Talleres (RdE)       | 25 de agosto |          |
| Almagro              | 0 - 1     | Quilmes             | Almagro              | 25 de agosto |          |
| Platense             | 3 - 1     | All Boys            | Platense             | 25 de agosto |          |
| Sarmiento            | 0 - 0     | Excursionistas      | Sarmiento            | 26 de agosto |          |
| Colón                | 3 - 0     | Sportivo Dock Sud   | Colón                | 26 de agosto |          |

| Fecha 20            | Fecha 20  | Fecha 20             | Fecha 20             | Fecha 20         | Fecha 20 |
| Local               | Resultado | Visitante            | Estadio              | Fecha            |          |
| ------------------- | --------- | -------------------- | -------------------- | ---------------- | -------- |
| All Boys            | 2 - 0     | Sarmiento            | All Boys             | 1 de septiembre  |          |
| Quilmes             | 1 - 0     | Colón                | Argentino de Quilmes | 1 de septiembre  |          |
| Banfield            | 5 - 2     | Almagro              | Banfield             | 1 de septiembre  |          |
| El Porvenir         | 2 - 0     | Talleres (RdE)       | El Porvenir          | 1 de septiembre  |          |
| Colegiales          | 4 - 5     | Temperley            | Platense             | 1 de septiembre  |          |
| Central Córdoba (R) | 5 - 1     | Nueva Chicago        | Central Córdoba (R)  | 1 de septiembre  |          |
| Excursionistas      | 1 - 0     | Atlanta              | Excursionistas       | 1 de septiembre  |          |
| Unión               | 2 - 1     | Argentino de Quilmes | Unión                | 2 de septiembre  |          |
| Sportivo Dock Sud   | 1 - 0     | Platense             | Sportivo Dock Sud    | 11 de septiembre |          |

| Fecha 21             | Fecha 21  | Fecha 21            | Fecha 21             | Fecha 21        | Fecha 21 |
| Local                | Resultado | Visitante           | Estadio              | Fecha           |          |
| -------------------- | --------- | ------------------- | -------------------- | --------------- | -------- |
| Nueva Chicago        | 2 - 0     | Excursionistas      | Nueva Chicago        | 8 de septiembre |          |
| Argentino de Quilmes | 3 - 2     | Central Córdoba (R) | Argentino de Quilmes | 8 de septiembre |          |
| Temperley            | 2 - 3     | Unión               | Temperley            | 8 de septiembre |          |
| Talleres (RdE)       | 8 - 2     | Colegiales          | Talleres (RdE)       | 8 de septiembre |          |
| Almagro              | 0 - 0     | El Porvenir         | Almagro              | 8 de septiembre |          |
| Platense             | 3 - 2     | Quilmes             | Platense             | 8 de septiembre |          |
| All Boys             | 4 - 5     | Sportivo Dock Sud   | All Boys             | 8 de septiembre |          |
| Sarmiento            | 1 - 0     | Atlanta             | Sarmiento            | 9 de septiembre |          |
| Colón                | 1 - 0     | Banfield            | Colón                | 9 de septiembre |          |

| Fecha 22            | Fecha 22  | Fecha 22             | Fecha 22             | Fecha 22         | Fecha 22 |
| Local               | Resultado | Visitante            | Estadio              | Fecha            |          |
| ------------------- | --------- | -------------------- | -------------------- | ---------------- | -------- |
| Sportivo Dock Sud   | 1 - 4     | Sarmiento            | Sportivo Dock Sud    | 15 de septiembre |          |
| Quilmes             | 2 - 2     | All Boys             | Argentino de Quilmes | 15 de septiembre |          |
| Banfield            | 0 - 4     | Platense             | Banfield             | 15 de septiembre |          |
| El Porvenir         | 1 - 2     | Colón                | El Porvenir          | 15 de septiembre |          |
| Colegiales          | 0 - 1     | Almagro              | All Boys             | 15 de septiembre |          |
| Central Córdoba (R) | 6 - 2     | Temperley            | Central Córdoba (R)  | 15 de septiembre |          |
| Excursionistas      | 0 - 0     | Argentino de Quilmes | Excursionistas       | 15 de septiembre |          |
| Atlanta             | 5 - 2     | Nueva Chicago        | Atlanta              | 15 de septiembre |          |
| Unión               | 1 - 0     | Talleres (RdE)       | Unión                | 16 de septiembre |          |

| Fecha 23             | Fecha 23  | Fecha 23            | Fecha 23             | Fecha 23         | Fecha 23 |
| Local                | Resultado | Visitante           | Estadio              | Fecha            |          |
| -------------------- | --------- | ------------------- | -------------------- | ---------------- | -------- |
| Argentino de Quilmes | 1 - 3     | Atlanta             | Argentino de Quilmes | 22 de septiembre |          |
| Temperley            | 3 - 1     | Excursionistas      | Temperley            | 22 de septiembre |          |
| Talleres (RdE)       | 1 - 2     | Central Córdoba (R) | Talleres (RdE)       | 22 de septiembre |          |
| Almagro              | 2 - 2     | Unión               | Almagro              | 22 de septiembre |          |
| Platense             | 1 - 1     | El Porvenir         | Platense             | 22 de septiembre |          |
| All Boys             | 1 - 0     | Banfield            | All Boys             | 22 de septiembre |          |
| Sportivo Dock Sud    | 3 - 3     | Quilmes             | Sportivo Dock Sud    | 22 de septiembre |          |
| Sarmiento            | 1 - 2     | Nueva Chicago       | Sarmiento            | 23 de septiembre |          |
| Colón                | 2 - 0     | Colegiales          | Colón                | 23 de septiembre |          |

| Fecha 24            | Fecha 24  | Fecha 24             | Fecha 24            | Fecha 24         | Fecha 24 |
| Local               | Resultado | Visitante            | Estadio             | Fecha            |          |
| ------------------- | --------- | -------------------- | ------------------- | ---------------- | -------- |
| Central Córdoba (R) | 6 - 1     | Almagro              | Central Córdoba (R) | 29 de septiembre |          |
| Unión               | 1 - 2     | Colón                | Unión               | 30 de septiembre |          |
| Quilmes             | 3 - 3     | Sarmiento            | Quilmes             | 6 de octubre     |          |
| Banfield            | 2 - 3     | Sportivo Dock Sud    | Banfield            | 6 de octubre     |          |
| El Porvenir         | 2 - 2     | All Boys             | El Porvenir         | 6 de octubre     |          |
| Colegiales          | 1 - 1     | Platense             | Colegiales          | 6 de octubre     |          |
| Excursionistas      | 2 - 5     | Talleres (RdE)       | Excursionistas      | 6 de octubre     |          |
| Atlanta             | 4 - 0     | Temperley            | Atlanta             | 6 de octubre     |          |
| Nueva Chicago       | 5 - 1     | Argentino de Quilmes | Nueva Chicago       | 6 de octubre     |          |

| Fecha 25          | Fecha 25  | Fecha 25             | Fecha 25                      | Fecha 25      | Fecha 25 |
| Local             | Resultado | Visitante            | Estadio                       | Fecha         |          |
| ----------------- | --------- | -------------------- | ----------------------------- | ------------- | -------- |
| Quilmes           | 2 - 4     | Banfield             | Quilmes                       | 12 de octubre |          |
| Temperley         | 1 - 1     | Nueva Chicago        | Temperley                     | 13 de octubre |          |
| Talleres (RdE)    | 2 - 1     | Atlanta              | Talleres (RdE)                | 13 de octubre |          |
| Almagro           | 1 - 0     | Excursionistas       | Almagro                       | 13 de octubre |          |
| Platense          | 2 - 1     | Unión                | Platense                      | 13 de octubre |          |
| All Boys          | 8 - 0     | Colegiales           | All Boys                      | 13 de octubre |          |
| Sportivo Dock Sud | 5 - 2     | El Porvenir          | Sportivo Dock Sud             | 13 de octubre |          |
| Sarmiento         | 3 - 1     | Argentino de Quilmes | Sarmiento                     | 14 de octubre |          |
| Colón             | 2 - 5     | Central Córdoba (R)  | Gimnasia y Esgrima (Santa Fe) | 14 de octubre |          |

| Fecha 26             | Fecha 26  | Fecha 26          | Fecha 26             | Fecha 26      | Fecha 26 |
| Local                | Resultado | Visitante         | Estadio              | Fecha         |          |
| -------------------- | --------- | ----------------- | -------------------- | ------------- | -------- |
| Banfield             | 6 - 2     | Sarmiento         | Banfield             | 20 de octubre |          |
| El Porvenir          | 1 - 1     | Quilmes           | El Porvenir          | 20 de octubre |          |
| Colegiales           | 2 - 4     | Sportivo Dock Sud | Colegiales           | 20 de octubre |          |
| Central Córdoba (R)  | 6 - 2     | Platense          | Central Córdoba (R)  | 20 de octubre |          |
| Excursionistas       | 4 - 3     | Colón             | Excursionistas       | 20 de octubre |          |
| Atlanta              | 3 - 0     | Almagro           | Atlanta              | 20 de octubre |          |
| Nueva Chicago        | 1 - 2     | Talleres (RdE)    | Nueva Chicago        | 20 de octubre |          |
| Argentino de Quilmes | 0 - 0     | Temperley         | Argentino de Quilmes | 20 de octubre |          |
| Unión                | 6 - 0     | All Boys          | Unión                | 21 de octubre |          |

| Fecha 27          | Fecha 27  | Fecha 27             | Fecha 27                | Fecha 27      | Fecha 27 |
| Local             | Resultado | Visitante            | Estadio                 | Fecha         |          |
| ----------------- | --------- | -------------------- | ----------------------- | ------------- | -------- |
| Sarmiento         | 2 - 0     | Temperley            | Sarmiento               | 27 de octubre |          |
| Talleres (RdE)    | 6 - 0     | Argentino de Quilmes | Talleres (RdE)          | 27 de octubre |          |
| Almagro           | 1 - 2     | Nueva Chicago        | Almagro                 | 27 de octubre |          |
| Colón             | 1 - 1     | Atlanta              | G. y Esgrima (Santa Fe) | 27 de octubre |          |
| Platense          | 3 - 1     | Excursionistas       | Platense                | 27 de octubre |          |
| All Boys          | 2 - 0     | Central Córdoba (R)  | All Boys                | 27 de octubre |          |
| Sportivo Dock Sud | 3 - 0     | Unión                | Sportivo Dock Sud       | 27 de octubre |          |
| Quilmes           | 4 - 0     | Colegiales           | Quilmes                 | 27 de octubre |          |
| Banfield          | 5 - 3     | El Porvenir          | Banfield                | 27 de octubre |          |

| Fecha 28             | Fecha 28  | Fecha 28          | Fecha 28             | Fecha 28       | Fecha 28 |
| Local                | Resultado | Visitante         | Estadio              | Fecha          |          |
| -------------------- | --------- | ----------------- | -------------------- | -------------- | -------- |
| El Porvenir          | 8 - 4     | Sarmiento         | El Porvenir          | 3 de noviembre |          |
| Colegiales           | 2 - 1     | Banfield          | Colegiales           | 3 de noviembre |          |
| Central Córdoba (R)  | 1 - 1     | Sportivo Dock Sud | Central Córdoba (R)  | 3 de noviembre |          |
| Excursionistas       | 2 - 2     | All Boys          | Excursionistas       | 3 de noviembre |          |
| Atlanta              | 3 - 2     | Platense          | Atlanta              | 3 de noviembre |          |
| Nueva Chicago        | 2 - 0     | Colón             | Nueva Chicago        | 3 de noviembre |          |
| Argentino de Quilmes | 5 - 3     | Almagro           | Argentino de Quilmes | 3 de noviembre |          |
| Temperley            | 2 - 1     | Talleres (RdE)    | Temperley            | 3 de noviembre |          |
| Unión                | 2 - 0     | Quilmes           | Unión                | 4 de noviembre |          |

| Fecha 29          | Fecha 29  | Fecha 29             | Fecha 29                | Fecha 29        | Fecha 29 |
| Local             | Resultado | Visitante            | Estadio                 | Fecha           |          |
| ----------------- | --------- | -------------------- | ----------------------- | --------------- | -------- |
| Sarmiento         | 2 - 0     | Talleres (RdE)       | Sarmiento               | 10 de noviembre |          |
| Almagro           | 3 - 1     | Temperley            | Almagro                 | 10 de noviembre |          |
| Platense          | 2 - 4     | Nueva Chicago        | Platense                | 10 de noviembre |          |
| All Boys          | 0 - 1     | Atlanta              | All Boys                | 10 de noviembre |          |
| Sportivo Dock Sud | 1 - 2     | Excursionistas       | Sportivo Dock Sud       | 10 de noviembre |          |
| Quilmes           | 4 - 1     | Central Córdoba (R)  | Quilmes                 | 10 de noviembre |          |
| Banfield          | 6 - 3     | Unión                | Banfield                | 10 de noviembre |          |
| El Porvenir       | 0 - 1     | Colegiales           | El Porvenir             | 10 de noviembre |          |
| Colón             | 3 - 0     | Argentino de Quilmes | G. y Esgrima (Santa Fe) | 11 de noviembre |          |

| Fecha 30             | Fecha 30  | Fecha 30          | Fecha 30             | Fecha 30        | Fecha 30 |
| Local                | Resultado | Visitante         | Estadio              | Fecha           |          |
| -------------------- | --------- | ----------------- | -------------------- | --------------- | -------- |
| Colegiales           | 0 - 2     | Sarmiento         | Colegiales           | 17 de noviembre |          |
| Central Córdoba (R)  | 3 - 1     | Banfield          | Central Córdoba (R)  | 17 de noviembre |          |
| Excursionistas       | 3 - 3     | Quilmes           | Excursionistas       | 17 de noviembre |          |
| Atlanta              | 3 - 2     | Sportivo Dock Sud | Atlanta              | 17 de noviembre |          |
| Nueva Chicago        | 2 - 2     | All Boys          | Nueva Chicago        | 17 de noviembre |          |
| Argentino de Quilmes | 3 - 2     | Platense          | Argentino de Quilmes | 17 de noviembre |          |
| Temperley            | 2 - 1     | Colón             | Temperley            | 17 de noviembre |          |
| Talleres (RdE)       | 1 - 1     | Almagro           | Talleres (RdE)       | 17 de noviembre |          |
| Unión                | 3 - 3     | El Porvenir       | Unión                | 18 de noviembre |          |

| Fecha 31          | Fecha 31  | Fecha 31             | Fecha 31                | Fecha 31        | Fecha 31 |
| Local             | Resultado | Visitante            | Estadio                 | Fecha           |          |
| ----------------- | --------- | -------------------- | ----------------------- | --------------- | -------- |
| Platense          | 4 - 0     | Temperley            | Platense                | 23 de noviembre |          |
| Sarmiento         | 0 - 2     | Almagro              | Sarmiento               | 24 de noviembre |          |
| All Boys          | 2 - 2     | Argentino de Quilmes | All Boys                | 24 de noviembre |          |
| Quilmes           | 1 - 2     | Atlanta              | Quilmes                 | 24 de noviembre |          |
| Banfield          | 5 - 0     | Excursionistas       | Banfield                | 24 de noviembre |          |
| El Porvenir       | 0 - 2     | Central Córdoba (R)  | El Porvenir             | 24 de noviembre |          |
| Colegiales        | 3 - 3     | Unión                | Colegiales              | 24 de noviembre |          |
| Colón             | 0 - 2     | Talleres (RdE)       | G. y Esgrima (Santa Fe) | 25 de noviembre |          |
| Sportivo Dock Sud | 1 - 1     | Nueva Chicago        | Sportivo Dock Sud       | 28 de noviembre |          |

| Fecha 32             | Fecha 32  | Fecha 32          | Fecha 32             | Fecha 32        | Fecha 32 |
| Local                | Resultado | Visitante         | Estadio              | Fecha           |          |
| -------------------- | --------- | ----------------- | -------------------- | --------------- | -------- |
| Unión                | 1 - 0     | Sarmiento         | Unión                | 30 de noviembre |          |
| Central Córdoba (R)  | 7 - 0     | Colegiales        | Central Córdoba (R)  | 1 de diciembre  |          |
| Excursionistas       | 2 - 5     | El Porvenir       | Excursionistas       | 1 de diciembre  |          |
| Atlanta              | 3 - 2     | Banfield          | Atlanta              | 1 de diciembre  |          |
| Nueva Chicago        | 5 - 1     | Quilmes           | Nueva Chicago        | 1 de diciembre  |          |
| Argentino de Quilmes | 1 - 0     | Sportivo Dock Sud | Argentino de Quilmes | 1 de diciembre  |          |
| Temperley            | 6 - 2     | All Boys          | Temperley            | 1 de diciembre  |          |
| Talleres (RdE)       | 2 - 3     | Platense          | Talleres (RdE)       | 1 de diciembre  |          |
| Almagro              | 3 - 1     | Colón             | Almagro              | 1 de diciembre  |          |

| Fecha 33          | Fecha 33  | Fecha 33             | Fecha 33          | Fecha 33       | Fecha 33 |
| Local             | Resultado | Visitante            | Estadio           | Fecha          |          |
| ----------------- | --------- | -------------------- | ----------------- | -------------- | -------- |
| El Porvenir       | 0 - 2     | Atlanta              | El Porvenir       | 6 de diciembre |          |
| Sarmiento         | 2 - 3     | Colón                | Sarmiento         | 8 de diciembre |          |
| Platense          | 1 - 2     | Almagro              | Platense          | 8 de diciembre |          |
| All Boys          | 2 - 2     | Talleres (RdE)       | All Boys          | 8 de diciembre |          |
| Sportivo Dock Sud | 1 - 3     | Temperley            | Sportivo Dock Sud | 8 de diciembre |          |
| Quilmes           | 1 - 1     | Argentino de Quilmes | Quilmes           | 8 de diciembre |          |
| Banfield          | 4 - 0     | Nueva Chicago        | Banfield          | 8 de diciembre |          |
| Colegiales        | 1 - 3     | Excursionistas       | Colegiales        | 8 de diciembre |          |
| Unión             | 5 - 0     | Central Córdoba (R)  | Unión             | 8 de diciembre |          |

| Fecha 34             | Fecha 34  | Fecha 34          | Fecha 34                | Fecha 34        | Fecha 34 |
| Local                | Resultado | Visitante         | Estadio                 | Fecha           |          |
| -------------------- | --------- | ----------------- | ----------------------- | --------------- | -------- |
| Atlanta              | 1 - 3     | Colegiales        | Atlanta                 | 14 de diciembre |          |
| Central Córdoba (R)  | 5 - 0     | Sarmiento         | Central Córdoba (R)     | 15 de diciembre |          |
| Excursionistas       | 1 - 0     | Unión             | Excursionistas          | 15 de diciembre |          |
| Nueva Chicago        | 4 - 1     | El Porvenir       | Nueva Chicago           | 15 de diciembre |          |
| Argentino de Quilmes | 4 - 2     | Banfield          | Argentino de Quilmes    | 15 de diciembre |          |
| Temperley            | 4 - 2     | Quilmes           | Temperley               | 15 de diciembre |          |
| Talleres (RdE)       | 2 - 2     | Sportivo Dock Sud | Talleres (RdE)          | 15 de diciembre |          |
| Almagro              | 3 - 2     | All Boys          | Atlanta                 | 15 de diciembre |          |
| Colón                | 3 - 1     | Platense          | G. y Esgrima (Santa Fe) | 16 de diciembre |          |

| 1. 2. |